# Thomas (rivier)
De Thomas is een rivier in de regio Gascoyne in West-Australië.
De Thomas ontstaat op een hoogte van 463 meter boven de zeespiegel, ten westen van het Teano-gebergte, boven het plaatsje Burringurrah. De rivier stroomt eerst naar het noordwesten en vervolgens naar het zuidwesten. Ze stroomt op een hoogte van 329 meter door de Murrumburra Pool. De rivier wordt gevoed door enkele waterlopen waaronder:
- Pink Hills Creek (393m)
- Coondoondoo Creek (325m)

De Thomas is 127 kilometer lang en daalt 169 meter alvorens in de rivier Gascoyne uit te monden.